# Тумановка (Славский район)
Тумановка — посёлок в Славском районе Калининградской области. Входит в состав Тимирязевского сельского поселения.

## География
Посёлок Тумановка расположен на севере Калининградской области, примерно в 2 км по прямой к северо-западу от районного центра, города Славска, в 75 км по прямой к северо-востоку от областного центра, города Калининграда. Ближайший соседний населённый пункт — Щегловка с одноимённой ж/д-станцией (примыкает с северо-запада).

## История
Населённый пункт относится к исторической области древней Пруссии именем Скаловия.
В 1938 году властями гитлеровской Германии Барчайтен был переименован в Освальд в рамках кампании по упразднению в Восточной Пруссии топонимики прусско-литовского происхождения.
По итогам Второй Мировой войны передан в состав СССР.
Населенный пункт Освальд в 1946 году был переименован в поселок Тумановку.

## Население
| 2002 | 2010 |
| ---- | ---- |
| 154  | ↗156 |